# إيزومي كيتا
إيزومي كيتّا (橘田いずみ كيتّا إيزومي) هي مؤدية أصوات يابانية ولدت في 27 نوفمبر 1984 في طوكيو.
اشتهرت بصوت كورديليا غلاوكا في السلسلة الإعلامية تانتي أوبرا ميلكي هولمز، وصوت توموكو كوروكي في فيلم ”لا يهم كيف أنظر إلى الأمر، إنه خطأكم يا رفاق أنا لست مشهورة!“، وصوت رينبو داش في الدبلجة اليابانية لفيلم ”مهرتي الصغيرة: الصداقة سحر“. تم إصدار أول أغنية منفردة لها بعنوان ”حديقة ملونة“ في 6 أبريل 2011، وفي عام 2007 التحقت ”كيتا“ بمدرسة دوانغو للإبداع، وهي مدرسة لتدريب الممثلين الصوتيين. وبعد أن تركت مدرسة دوانغو، انضمت الى شركة هيبيكي كاست. وفي عام 2017 نشرت أول مانغا لها بعنوان ”ليبرتي“ في مجلة يوري جاليت التي رسمها موتو مومونو.

## أدوارها في الأنمي

### مسلسلات أنمي تلفزيونية
- أوبرا المحققين ميلكي هولمز - كورديليا غلاوكا
- أوبرا المحققين ميلكي هولمز الجزء الثاني - كورديليا غلاوكا
- نحن ميلكي هولمز - كورديليا غلاوكا
- أوبرا المحققين ميلكي هولمز TD - كورديليا غلاوكا
- فتاة الجحيم: الإبريق ثلاثي القوائم - نوزومي بيتو
- B غاتا H كي - أوي كاتاسي
- دراغون كرايسس! - ماو آيكاوا
- فريزينغ - كليو براند
- فريزينغ فايبريشن - جينا بربلتون
- مهما فكرت في الموضوع, إنعدام شهرتي هو خطأكم أنتم! - توموكو كوروكي
- تراياج X - يو موموكينو
- كاردفايت!! فانغارد - ميساكي توكورا
- كاردفايت!! فانغارد: آسيا سيركيت - ميساكي توكورا
- كاردفايت!! فانغارد: لينك جوكر - ميساكي توكورا
- كاردفايت!! فانغارد: ليجن ميت - ميساكي توكورا
- كاردفايت!! فانغارد (2018) - ميساكي توكورا
- ريني من الحدود - بيجين

### أفلام أنمي
- كاردفايت!! فانغارد: نيون ميسايا - ميساكي توكورا

## أدوارها في ألعاب الفيديو
- سكالغيرلز - بينويل

## أدوارها في الدبلجة اليابانية
- ماي ليتل بوني: فرندشيب إز ماجيك - رينبو داش

## وصلات خارجية
- إيزومي كيتا على موقع IMDb (الإنجليزية)
- إيزومي كيتا على موقع ميوزك برينز (الإنجليزية)
- إيزومي كيتا على موقع قاعدة بيانات الفيلم (الإنجليزية)
- إيزومي كيتا على موقع ANN person (الإنجليزية)